# Craugastor rugulosus
Craugastor rugulosus es una especie de anfibio anuro de la familia Craugastoridae.

## Distribución geográfica
Esta especie es endémica de México. Habita entre los 200 y 2000 m de altitud en los estados de Guerrero, Morelos, Puebla, Oaxaca y Chiapas.

## Publicación original
- Cope, 1870 "1869" : Seventh Contribution to the Herpetology of Tropical America. Proceedings of the American Philosophical Society, vol. 11, n.º 81, p. 147-192[5]